# Абстрактные комиксы
Абстрактные комиксы — комиксы, сочетающие визуальное абстрактное искусство и традиционное повествование комикс-стрипов.
Коллекция абстрактных комиксов была собрана в книге-антологии 2009 года «Abstract Comics: The Anthology» Андрея Милотиу (Andrei Molotiu), номинированной на премию Айснера в 2010 году. Датским издателем «Fahrenheit» в том же 2009 году были опубликованы абстрактные графические романы «Nautilus» Андрея Молотиу и «Reykjavik» Генриха Рехра.